# Dollot
Dollot is een gemeente in het Franse departement Yonne (regio Bourgogne-Franche-Comté) en telt 299 inwoners (2004). De plaats maakt deel uit van het arrondissement Sens.

## Geografie
De oppervlakte van Dollot bedraagt 15,6 km², de bevolkingsdichtheid is 19,2 inwoners per km².
De onderstaande kaart toont de ligging van Dollot met de belangrijkste infrastructuur en aangrenzende gemeenten.

## Demografie
Onderstaande figuur toont het verloop van het inwonertal (bron: INSEE-tellingen).